# Gare d'Ashikaga
La gare d'Ashikaga (足利駅, Ashikaga-eki) est une gare ferroviaire japonaise de la ligne Ryōmō, située dans la ville d'Ashikaga dans la préfecture de Tochigi.  
Elle est exploitée par la compagnie JR East.

## Situation ferroviaire
La gare d'Ashikaga est située au point kilométrique (PK) 38,2 de la ligne Ryōmō.

## Histoire
La gare d'Ashikaga a été inaugurée le 22 mai 1888. 
En 2013, la fréquentation quotidienne de la gare était en moyenne de 3 471 voyageurs par jour.

## Service des voyageurs

### Desserte
- Ligne Ryōmō
  - voie 1 : direction Tochigi et Oyama.
  - voie 2 : direction Isesaki et Takasaki.

### Intermodalité
La gare d'Ashikagashi de la compagnie Tōbu est située au sud-ouest de la gare, sur l'autre rive de la rivière Watarase.